# Casseta & Planeta (revista)
Casseta & Planeta foi uma revista brasileira de humor publicada entre 1992 e 1995.
Na sequência do estabelecimento da união Casseta & Planeta como grupo de televisão, a Casseta Popular (existente como fanzine e tabloide desde 1978 e como revista desde 1986) fundiu seu conteúdo com o do tabloide O Planeta Diário (fundado em 1984), gerando a revista Casseta & Planeta.
O novo título manteve o formato básico da Casseta Popular acrescido de manchetes à Planeta e de novas seções. Destacou-se a série de entrevistas reais com personalidades como Dercy Gonçalves, Rita Cadillac e Jorge Lafond: as melhores foram reunidas no livro Entrevistas (Editora Record, ISBN 8501044504).
Em suas últimas edições, a revista teve páginas coloridas no miolo, o que permitiu novas explorações gráficas e mais possibilidades de paródias de revistas reais. 
Em relação às publicações que a deram origem, Casseta & Planeta foi marcada pelo abandono dos artigos muito longos e das referências intelectuais obscuras, focalizando um humor mais ágil e mais próximo ao que o grupo criativo já fazia no Casseta & Planeta, Urgente!.